# Domenico Fischietti
Domenco Fischietti (Nápoles, 1725 – Salzburgo, 1810) fue un compositor italiano que desarrolló su obra en la segunda mitad del siglo XVIII, perteneciendo por lo tanto al periodo clásico de la historia de la música.

## Biografía
Se inició en los estudios musicales en el Conservatorio de San Onofrio, uno de los cuatro existentes en su ciudad natal, Nápoles. Allí tuvo la oportunidad de ser alumno de Leonardo Leo y Francesco Durante. 
En 1742, estrenó su primera ópera, L’Armindo, en el Teatro de los Florentinos de Nápoles. En 1755, marchó a Venecia para presentar  Lo speziale, su primera ópera con texto de Carlo Goldoni. Debido al gran éxito alcanzado, Fischietti continuó presentando en la ciudad de los canales obras con libreto de Goldoni: La ritornata a Londra, (1756); Il mercato di Malmantile, (1758); Il signor dottore, (1758) y La fiera di Sinigaglia, 1760, esta última estrenada en Roma.
En 1764, marchó a Praga como director de una compañía de ópera y en 1766, fue nombrado maestro de capilla de la corte de Dresde, en sustitución de Johann Gottlieb Naumann. En 1772, abandonó Dresde para dirigirse a Viena, y a continuación a Salzburgo, donde ocupó el cargo de maestro de capilla del  príncipe-arzobispo Hieronymus von Colloredo, cargo que ocupó hasta 1783. Continuó viviendo en Salzburgo hasta su muerte en 1810.

## Óperas
- Anexo: Óperas de Domenico Fischietti

- Datos: Q1237146
- Multimedia: Domenico Fischietti / Q1237146